# 石川麻衣
石川 麻衣（いしかわ まい、1985年4月11日 - ）は、茨城県出身の女子バスケットボール選手である。ポジションはセンター。

## 人物
大久保中学校でバスケを始め、明秀日立高校を経て日本体育大学に進学し、インカレでは3年時に優勝を経験する。ユニバーシアードにも2大会連続で出場した。
2008年、富士通に入社する。
2009年のウィリアム・ジョーンズカップ日本代表に招集されるが、故障のため離脱。同年の東アジア大会で初代表。
2015年退団。
2018現在3×3で活躍　BEEFMAN.EXEでプレーした後、2021年から焼津GRユナイテッドに所属
2024年から東濃ヴァルキリーズに所属

## 経歴
- 明秀学園日立 - 日本体育大学 - 富士通（2008年〜2015年）

## 日本代表歴
- 2005・2007ユニバーシアード
- 2009東アジア大会